# 1-Stunden-Rennen auf dem Hungaroring 1997

Streckenlayout des Hungaroring 1997

Das 1-Stunden-Rennen auf dem Hungaroring 1997, auch Interserie Hungaroring, Budapest, fand am 28. September auf dem Hungaroring statt und war das vierte Rennen der Interserie dieses Jahres.

## Das Rennen
Die Interserie-Veranstaltung auf dem Hungaroring wurde in zwei Wertungsläufen mit jeweils 16 zu fahrenden Runden ausgetragen. Beide Läufe gewann der Kanadier Robbie Stirling im Lola T92/10, der in der Gesamtwertung 20 Sekunden Vorsprung auf Josef Neuhauser im Reynard hatte.

## Ergebnisse

### Schlussklassement
| 11          | Div. I  | 1  | McNeil Engineering           | Robbie Stirling    | Lola T92/10     | 32 |
| 2           | Div. I  | 12 | Dark Dog Lechner Racing Team | Josef Neuhauser    | Reynard         | 32 |
| 3           | Div. I  | 2  | Becker Motor Racing          | Karl-Heinz Becker  | Minardi M190    | 32 |
| 4           | Div. II | 56 | Mozart Motorsport            | László Szász       | Reynard Zytek   | 32 |
| 5           | Div. 1  | 8  | S.C.I. Team                  | Ranieri Randaccio  | Fondmetal FG-01 | 31 |
| 6           | Div. I  | 3  | Helmut Bross                 | Helmut Bross       | Spice           |    |
| 7           | Div. II | 50 | Dark Dog Lechner Racing Team | Wolfgang Griessner | Lola Horag HSB  |    |
| 8           | Div. II | 52 | HSB Motorsport               | Joachim Ryschka    | Lola T93/50 HSB |    |
| 9           | Div. II |    | Bovi Motorsport              | Kalman Bodis       | Ralt            |    |
| Ausgefallen |         |    |                              |                    |                 |    |
| 10          | Div. I  |    | HSB Motorsport               | Fritz Glatz        | HSB-Penske PC18 | 20 |
| 11          | Div. II | 53 | Jauslin Cars                 | Ruedi Jauslin      | Osella PA20     |    |

### Nur in der Meldeliste
Zu diesem Rennen sind keine weiteren Meldungen bekannt.

### Klassensieger
| Klasse  | Fahrer          | Fahrzeug      | Platzierung im Gesamtklassement |
| ------- | --------------- | ------------- | ------------------------------- |
| Div. I  | Robbie Stirling | Lola T92/10   | Gesamtsieg                      |
| Div. II | László Szász    | Reynard Zytek | Rang 4                          |

### Renndaten
- Gemeldet: 11
- Gestartet: 11
- Gewertet: 9
- Rennklassen: 2
- Zuschauer: unbekannt
- Wetter am Renntag: warm und trocken
- Streckenlänge: 3,982 km
- Fahrzeit des Siegerteams: 0:49:55,280 Minuten
- Gesamtrunden des Siegerteams: 32
- Gesamtdistanz des Siegerteams: 127,424 km
- Siegerschnitt: unbekannt
- Pole Position: unbekannt
- Schnellste Rennrunde: unbekannt
- Rennserie: 4. Lauf zur Interserie 1997